# Rugby à XV aux Jeux olympiques de 1900
Navigation
Londres 1908

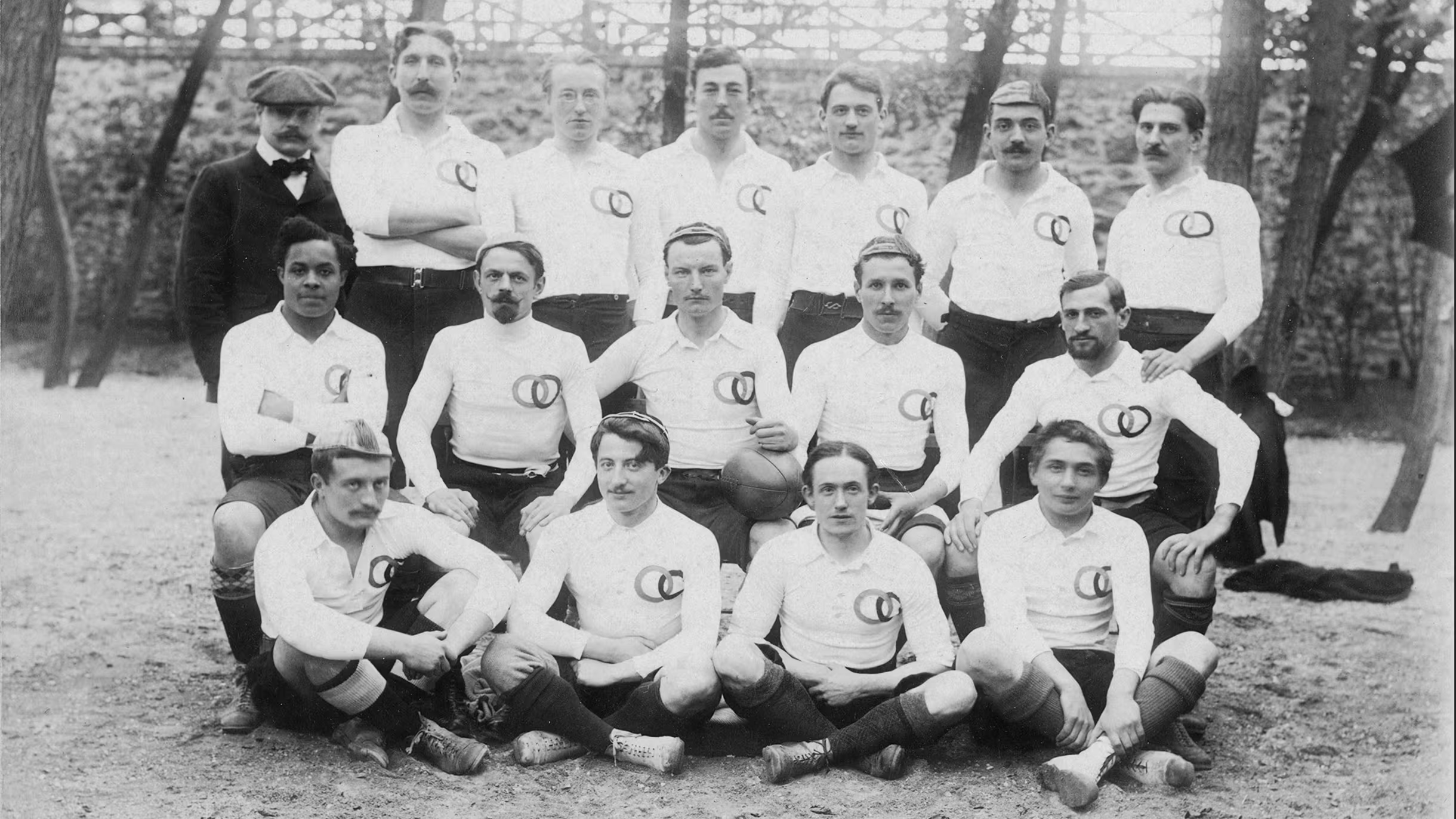
L'équipe française, médaille d'or.

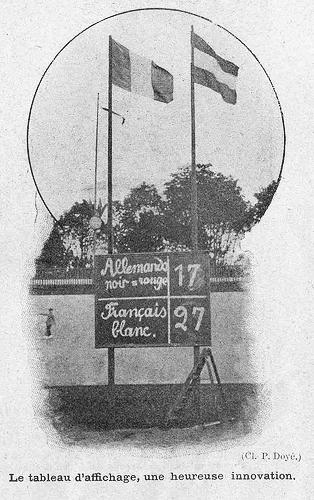
Tableau des scores du match entre Allemands et Français.

Le rugby aux Jeux olympiques de 1900 est la première apparition de ce sport aux Jeux olympiques. Elle consiste en une unique épreuve de rugby à XV disputée les 14 et 28 octobre par trois équipes : l’Allemagne est représentée par le Fußballclub Frankfurt, le Royaume-Uni par le club anglais des Moseley Wanderers et la France par une équipe de joueurs de clubs parisiens sélectionnés par l'USFSA. Les Français deviennent les premiers champions olympiques de rugby de l'histoire en remportant les deux matches contre les équipes allemande (27-17) et anglaise (27-8).
En 2021, le CIO requalifiera l'équipe de France en Equipe mixte en raison de la présence d'un joueur américain dans l'effectif.

## Historique
Pour la première fois un tournoi-exhibition de rugby à XV est organisé lors des Jeux olympiques de 1900 à Paris, sur la pelouse du vélodrome municipal de Vincennes du 14 au 28 octobre (c'est le dernier des concours organisés par l'U.S.F.S.A.). Tous les joueurs français sont issus du Stade français ou du Racing club de France sauf André Rischmann du Cosmopolitan Club.
À une époque où l'équipe de France de rugby à XV n'existe pas encore, n'étant fondée qu'en 1906, la sélection française est un regroupement difficilement négocié de joueurs de plusieurs clubs qui affrontent le Frankfurter Fussball Club et les Moseley Wanderers, qui représentent de facto l'Allemagne et le Royaume-Uni.  
Le second match face entre français et britanniques (ces derniers ayant voyagé « durant toute la nuit précédant le match, dans des conditions très pénibles jusqu'à leur arrivée en gare de Paris à 6 heures », et « ayant joué la veille un match à Birmingham. » ) se déroule un dimanche matin à 9 heures (« à une heure de trajet du centre de Paris, en banlieue est ! ») devant à peine 6 000 spectateurs, ce qui constitue cependant un vif succès car il s'agit de la plus forte affluence pour une épreuve lors de ces deuxièmes olympiades. Bien que non reconnu alors officiellement comme sport olympique, l'épreuve donne quand même lieu à une attribution de prix, au même titre que les autres disciplines déjà admises par l'olympisme naissant.
Avec deux victoires, l'équipe française remporte le titre olympique. La rencontre initialement prévue le 21 octobre entre les équipes allemande et britannique n’est pas disputée car pour des raisons financières les deux équipes ne peuvent rester quinze jours à Paris. Les Allemands et les Anglais se partagent donc la deuxième place.
Le soir du 14 octobre, Parisiens et Francfortois soupent ensemble au restaurant parisien Corraza, dans une ambiance des plus cordiales, malgré le contexte politique difficile de l'époque (« nos adversaires de 1870. »).
Le titre olympique de l’équipe française permet à Constantin Henriquez, d’origine haïtienne et probablement premier compétiteur olympique noir, d’être le premier médaillé olympique et champion olympique de couleur.

## Les matches
| Dimanche 14 octobre 1900 | USFSA Capitaine : Olivier                                                          | 27 – 17 (5-14) | Fußballclub Frankfurt Capitaine : Amrhein                                                     | Vélodrome municipal de Vincennes, Charenton-le-Pont 3 500 spectateurs Arbitre : Frank Potter-Irwin |
| Dimanche 14 octobre 1900 | Essai(s) : 7 Sarrade (3), Albert A. Roosevelt (2), Reichel Transformation(s) : 3/7 |                | Essai(s) : 3 Reitz, Schmierer E. Ludwig Transformation(s) : 2/3 Schmierer Drop(s) : Schmierer | Vélodrome municipal de Vincennes, Charenton-le-Pont 3 500 spectateurs Arbitre : Frank Potter-Irwin |
| Dimanche 14 octobre 1900 |                                                                                    |                |                                                                                               | Vélodrome municipal de Vincennes, Charenton-le-Pont 3 500 spectateurs Arbitre : Frank Potter-Irwin |

| Dimanche 28 octobre 1900 | USFSA Capitaine : Olivier                                                                                              | 27 – 8 (21-0) | Moseley Wanderers                                                           | Vélodrome municipal de Vincennes, Charenton-le-Pont 6 000 spectateurs Arbitre : Frank Potter-Irwin |
| Dimanche 28 octobre 1900 | Essai(s) : 7 Sarrade (2), Olivier, Collas, Gauthier Reichel, Binoche Transformation(s) : 0/7 Pénalité(s) : 2 Rischmann |               | Essai(s) : J Wallis Transformation(s) : JH Birtles Pénalité(s) : JH Birtles | Vélodrome municipal de Vincennes, Charenton-le-Pont 6 000 spectateurs Arbitre : Frank Potter-Irwin |
| Dimanche 28 octobre 1900 | |               |                                                                             | Vélodrome municipal de Vincennes, Charenton-le-Pont 6 000 spectateurs Arbitre : Frank Potter-Irwin |

## Attribution des médailles
Les médailles d’or ne sont pas distribuées en 1900. Le Mouvement olympique a rétrospectivement et virtuellement attribué les médailles aux compétiteurs qui ont fini respectivement aux trois premières places. Avant les Jeux olympiques intercalaires de 1906, le concept de délégations nationales n’était pas fixé, les compétiteurs n’étaient pas obligés de passer par leur Comité national olympique pour s’inscrire, et la comptabilisation des médailles à la France, à l’Allemagne et au Royaume-Uni est postérieure à l’épreuve .
D’ailleurs, OlyMADMen, groupe dirigé par les historiens du sport Hilary Evans, Arild Gjerde, Jeroen Heijmans et Bill Mallon, qui exerce des liens étroits avec la Société internationale des historiens olympiques (ISOH) et qui publie l’avancée de ses travaux sur les pages concernant les Jeux olympiques sur le site Sports Reference, comptabilise la médaille d’or non pas à la France mais au Mouvement olympique (code MIX pour l’ISOH ou ZZX pour le CIO correspondant à une équipe mixte) car sur les dix-sept joueurs parisiens ayant pris part aux deux matchs, un est Haïtien (Constantin Henriquez) et un autre Américain (Albert Roosevelt) et attribue la médaille d’argent aux deux autres équipes (sans départage).
À noter que dans de telle condition ces matchs ne sont pas comptabilisés parmi les rencontres entre l'équipe d'Angleterre et l'équipe de France ou entre cette dernière et l'équipe d'Allemagne. L'équipe de France de rugby à XV n'effectue d'ailleurs son premier match officiel qu'en 1906.
| Épreuve           | Or | Argent | Bronze        |
| ----------------- | --- | --- | ------------- |
| Rugby à XV hommes | USFSA Alexandre Pharamond Frantz Reichel Jean Collas Constantin Henriquez (Haïti) Auguste Giroux André Rischmann Léon Binoche Abel Albert Charles Gondouin Hubert Lefèbvre Émile Sarrade Vladimir Aïtoff Joseph Olivier (capitaine) Jean-Guy Gautier Victor Lardanchet Jean Hervé Albert Roosevelt (USA) | Fußballclub Frankfurt Hermann Kreuzer Arnold Landvoigt Heinrich Reitz Jacob Hermann Erich Ludwig Hugo Betting August Schmierer Fritz Müller Adolf Stockhausen Hans Latsche Willy Hofmeister Georg Wenderoth Eduard Poppe Richard Ludwig Albert Amrhein (capitaine) Moseley Wanderers H. A. Loveitt Raymond Whittindale Herbert Nicol Claude Whittindale L. Hood J. Henry Birtles James Cantion Clement Deykin Arthur Darby J. G. Wallis V. Smith M. L. Logan F. C. Baylis M. W. Talbott Francis Wilson | Non attribuée |

## Galerie

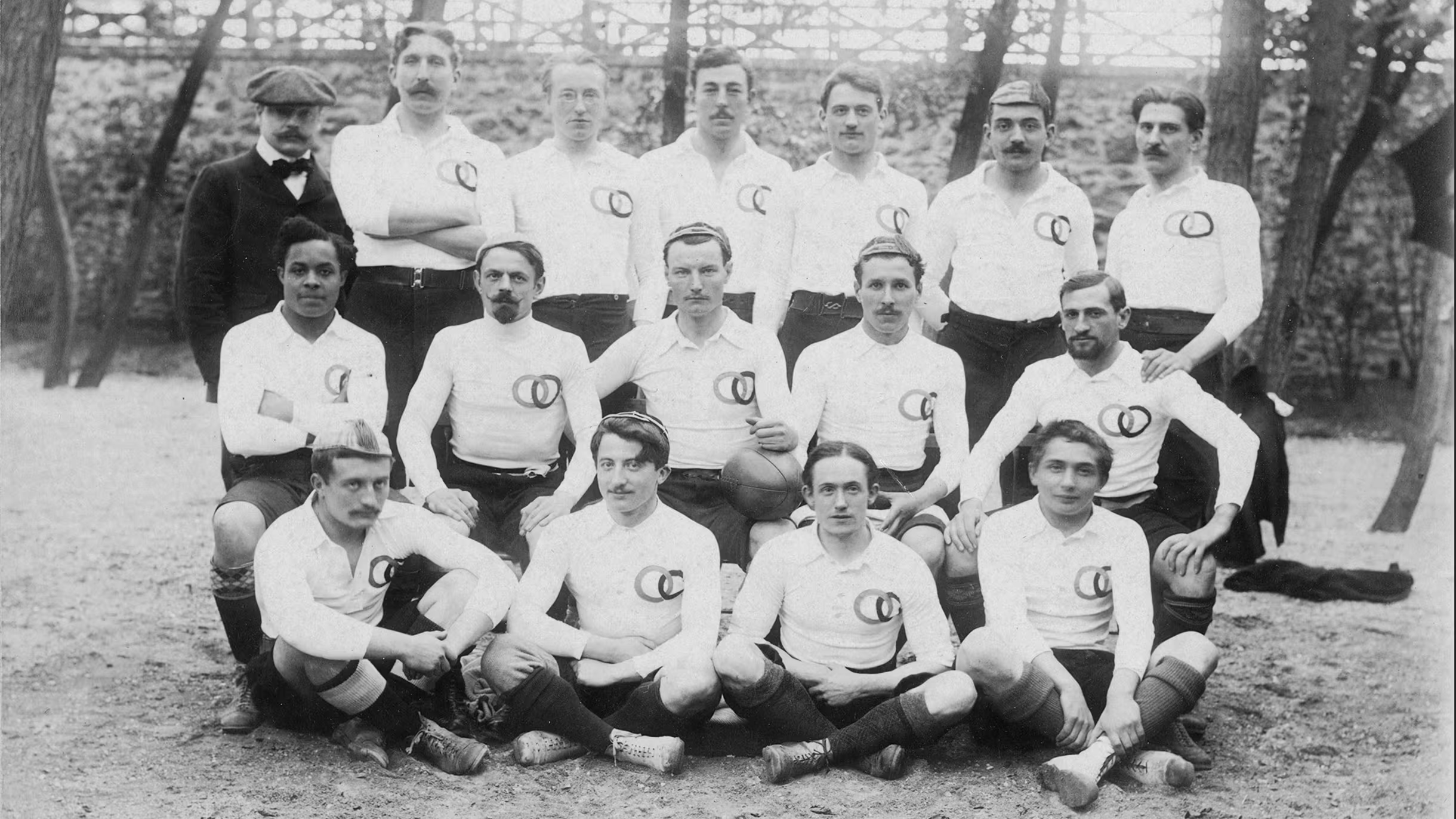
L'équipe de l’USFSA (médaille d'or).
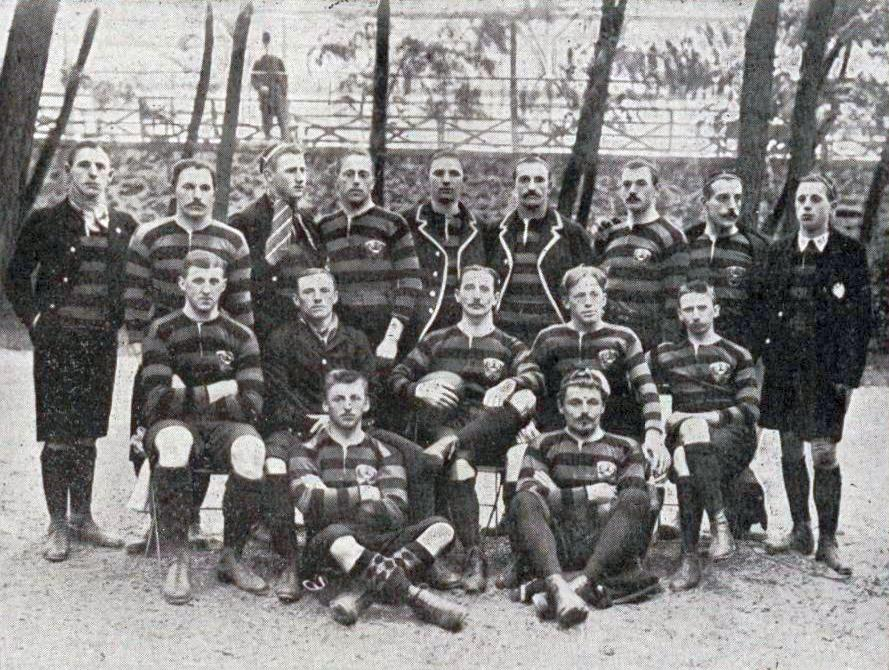
Le Fußballclub Frankfurt pour l’Allemagne (médaille d'argent).
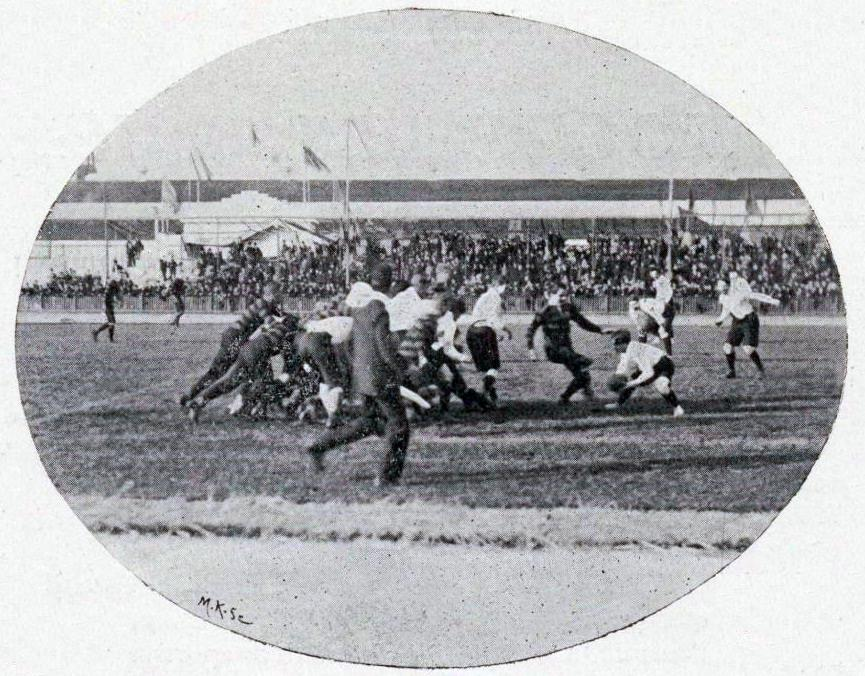
Le demi de mêlée français Abel Albert reçoit le ballon en sortie de mêlée.
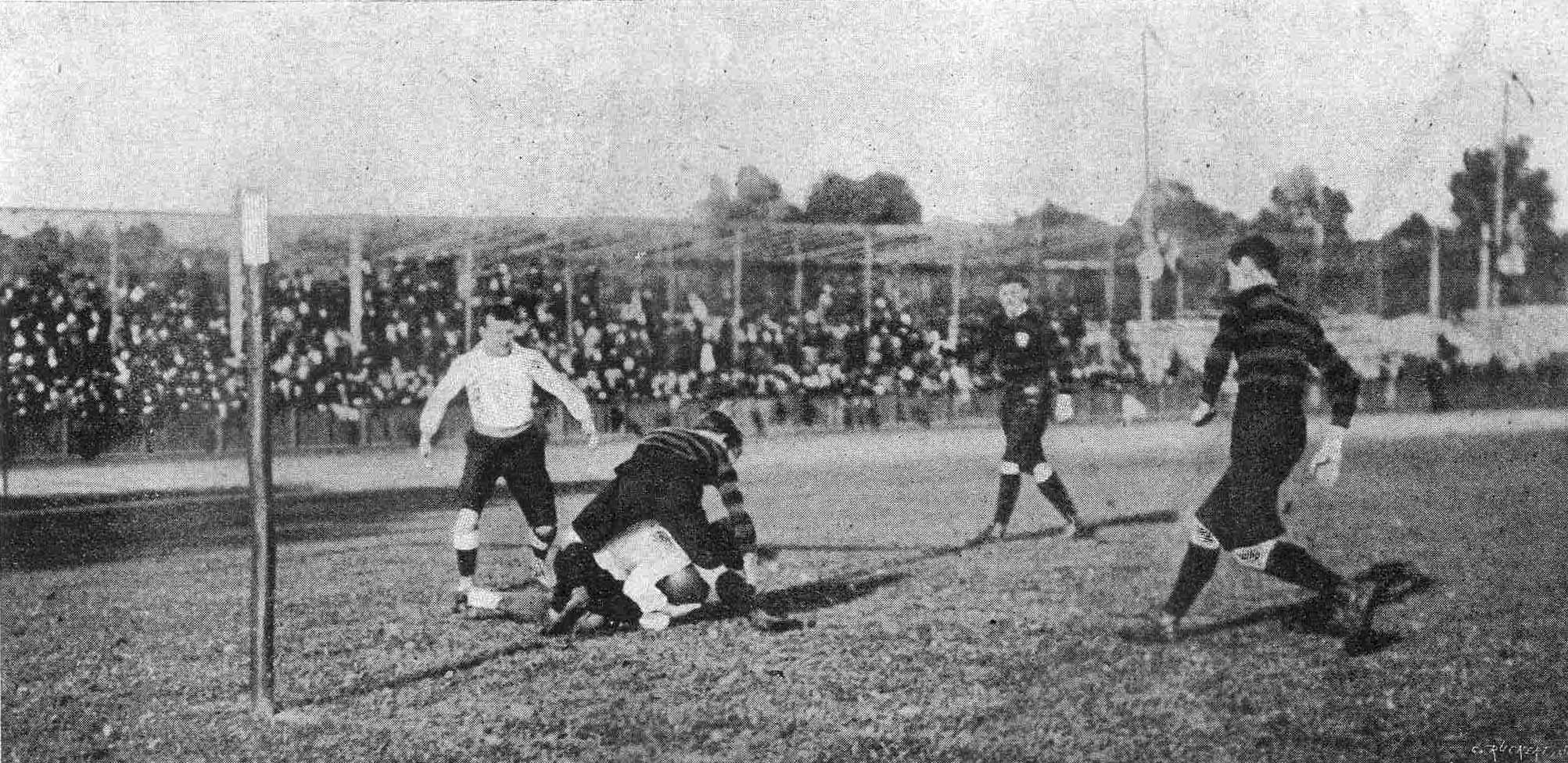
Les Français à la peine en 1re mi-temps.
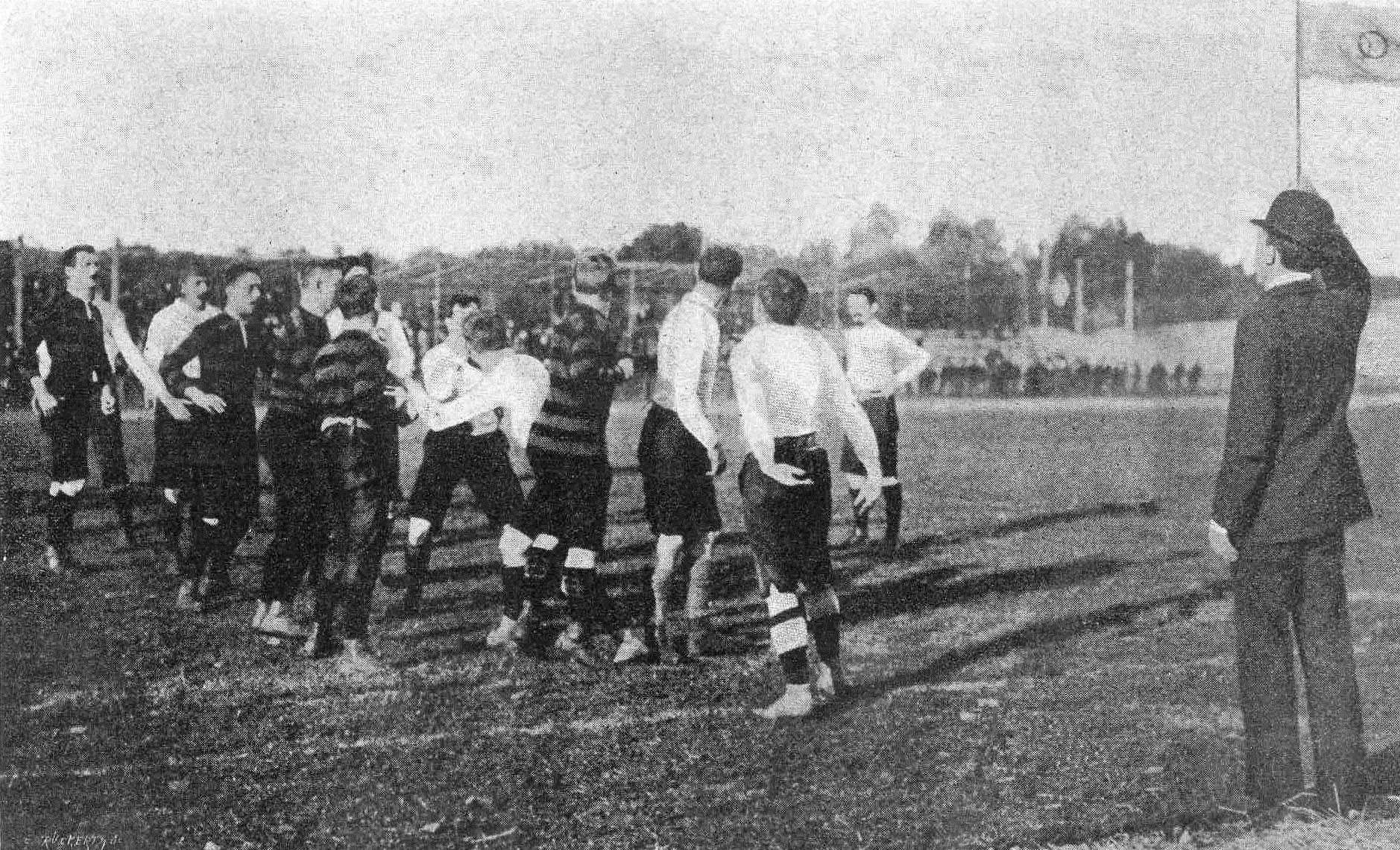
Autre phase de jeu : F. Reichel à droite, parmi les joueurs (moustache et barbiche).